# Expeditie van At-Tufail ibn 'Amr Ad-Dausi
De Expeditie van At-Tufail ibn 'Amr Ad-Dausi vond plaats in ramadan 8 AH (januari 630). 
At-Tufail ibn 'Amr Ad-Dausi werd naar Dhul-Kaffain gestuurd om het afgodsbeeld Yaguth te verwoesten en om katapulten en stormrammen te verkrijgen voor het Beleg van Taif. 
Mohammed had moeite met het doorbreken van het Beleg van Taif. De Banu Daws, een van de stammen die woonden ten zuiden van Mekka, had kennis over het gebruik van katapulten en stormrammen. Daarom stuurde Mohammed Tufail om hun hulp te vragen bij het doorbreken van het beleg. Mohammed beval ook dat Tufail het afgodsbeeld Yaguth zou verwoesten. Toen Tufail het afgodsbeeld naderde om het te verwoesten, verzamelden zich een groep mannen, vrouwen en kinderen. Ze waren bang dat het beeld verbrand zou worden en ze vroegen zich af of Tufail iets zou overkomen bij het verwoesten van het beeld. Na de verwoesting van het beeld zou heel de stam zich tot de islam hebben bekeerd. 400 mannen van de stam hielpen mee met het Beleg van Taif. De katapult en stormram werden door Tufail meegenomen en gebruikt bij het beleg.
Dit artikel of een eerdere versie ervan is een (gedeeltelijke) vertaling van het artikel Expedition of At-Tufail ibn 'Amr Ad-Dausi op de Engelstalige Wikipedia, dat onder de licentie Creative Commons Naamsvermelding/Gelijk delen valt. Zie de bewerkingsgeschiedenis aldaar.